# Diplôme national de licence
Pour les articles homonymes, voir Licence.
En France, le diplôme national de licence, parfois désigné par le sigle DNL, est délivré par un établissement public d'enseignement supérieur comme une université, trois ans après l’obtention du baccalauréat. Le DNL vaut 180 ECTS et confère le grade du même nom. La licence est à la fois un diplôme national et un grade universitaire de premier cycle de l’enseignement supérieur. L’obtention de la licence permet la poursuite des études universitaires vers le diplôme national de master.

## Histoire

### Systèmes de quatre licences depuis leXVIIesiècle
Avant 1966, il existait trois licences différentes, la licence ès sciences, la licence ès lettres et la licence en droit. Il existait au XIXe siècle également une licence en théologie. Une personne diplômée du grade de licence, par exemple en sciences, est « licenciée ès sciences ».

#### Licence ès sciences

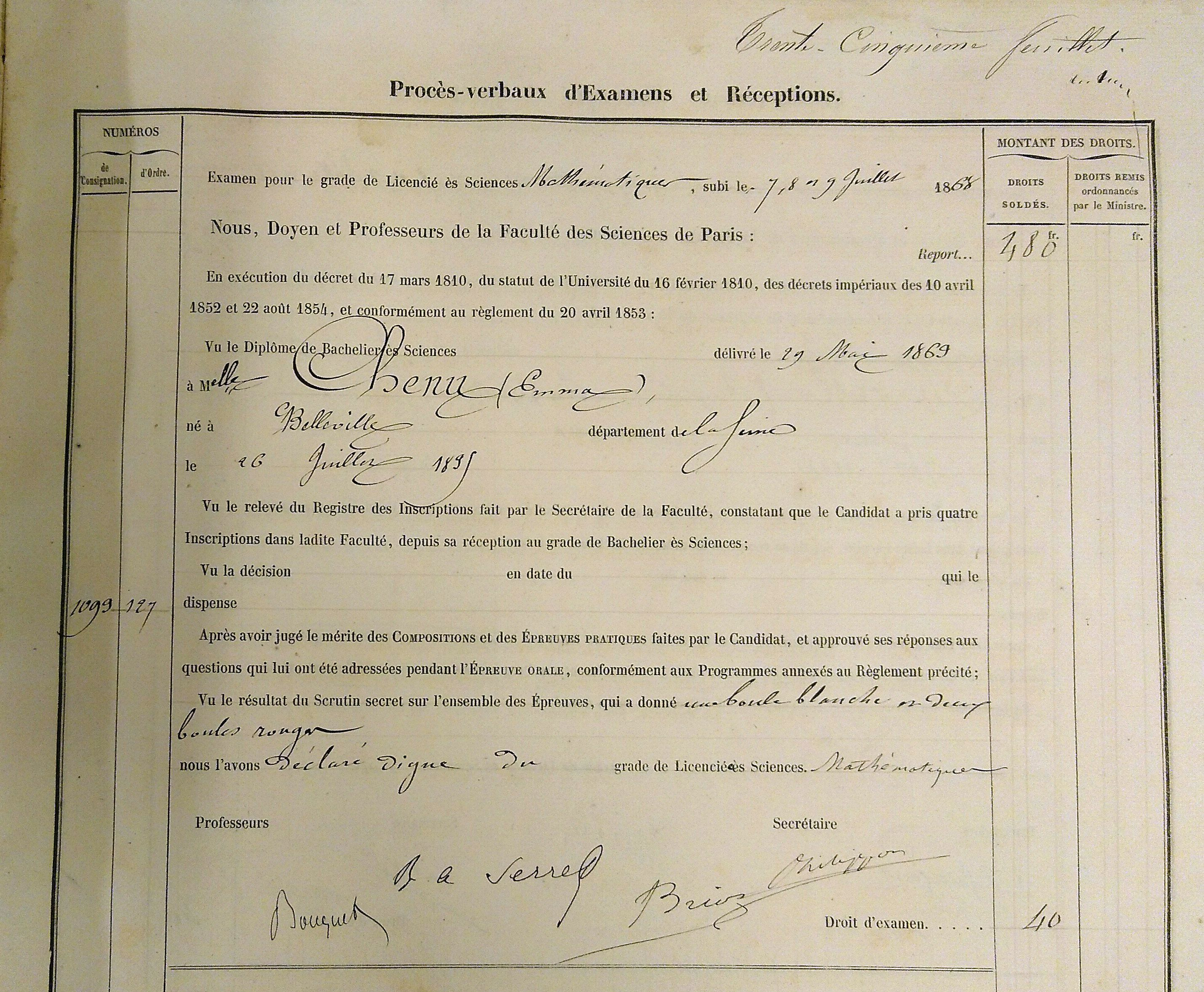
Licence ès sciences d'Emma Chenu (1868).

Le décret du 22 janvier 1896 réforme en profondeur la structure de la licence ès sciences en créant le système des certificats d’études supérieures. Le décret du 11 août 1947 institue une année préparatoire menant à l'obtention d'un des certificats d'études supérieures préparatoires (mathématiques générales ; mathématiques, physique et chimie - MPC ; sciences physiques, chimiques et naturelles - SPCN), préalable obligatoire aux cours des certificats de licence. Le cours de propédeutique dure un an, mais il faut en général deux ans pour obtenir le certificat, le niveau des certificats propédeutiques correspondant à celui de la classe de mathématiques spéciales des lycées.
Sept ans plus tard, une nouvelle réforme va modifier profondément l'organisation des premier et deuxième cycles. La réforme Fouchet étale le cycle propédeutique sur deux ans, et supprime le système flexible des certificats de licence au profit d'une organisation par année du deuxième cycle où se distingue un cycle court d'un an menant à la licence, et un cycle long de deux ans menant à la maitrise. « Par rapport à la première réforme, la spécialisation fut encore plus poussée dans le deuxième cycle »[pas clair], en particulier au travers des maitrises de spécialités. « Il n'y avait donc plus de disciplines annexes en deuxième cycle, toute la culture générale scientifique était donnée, ou censée l'être, en premier cycle »[pas clair], seules les maîtrises d'enseignement destinées à la préparation aux concours de recrutement de l'enseignement secondaire comportaient des certificats de disciplines différentes (exemple : physique et chimie pour la maîtrise en sciences physiques).

#### Licence ès lettres
D'après les décrets des 17 mars 1808 et 22 août 1854 et les arrêtés des 17 juillet 1840 et 17 janvier 1859, pour être admis à l'examen de la licence ès lettres, il faut être bachelier ès lettres depuis au moins un an et avoir pris quatre inscriptions aux cours proposés par la Faculté des Lettres. Les examens consistent en épreuves écrites et orales. Les épreuves écrites comportent une composition de dissertation latine, une de dissertation française, une composition de vers latins, un thème grec. Pour l'épreuve orale, les candidats expliquent des ouvrages grecs, latins et français.
Par le décret du 25 décembre 1880 se produit une première forme de spécialisation : aux « épreuves communes » à tous les candidats à la licence ès lettres s'ajoutent des « épreuves spéciales » : lettres, philosophie et histoire - on y ajoute des épreuves du même type en langues vivantes le 28 juillet 1886.
L'aboutissement de ce mouvement est le décret du 8 juillet 1907 qui distingue quatre diplômes différents. C'est l'acte de naissance de la licence d'histoire, de la licence de philosophie, de la licence de langues vivantes, qui s'ajoutent donc à la licence de lettres.
D'autres licences sont également créées au XXe siècle : la licence de géographie en 1941, la licence de psychologie en 1947, la licence de sociologie en 1958.

#### Licence en droit
D’après les décrets des 21 septembre 1804 et 22 août 1854 et les arrêtés des 22 septembre 1843 et 4 février 1853, pour obtenir la licence en droit, obligatoire pour la profession d’avocat, il faut être bachelier en droit, faire une troisième année d’études, prendre quatre inscriptions et subir deux examens et une thèse. Le premier examen concerne les Institutes de Justinien ; le second le code Napoléon, le code de commerce et le droit administratif. La thèse porte sur des questions de droit romain et de droit français.
Les études pour la licence en droit sont réformées par le décret du 27 mars 1954, sous le ministère d’André Marie. L’idée générale qui a guidé cette réforme est « que les facultés de droit doivent donner à leurs étudiants, d’une part une culture générale de caractère social, appuyée sur l’enseignement du droit et de l’économie politique, d’autre part une formation mieux orientée vers leurs professions futures. ». Pour cela la réforme a mis en place la distinction entre deux cycles dans les études de licence. « Le premier cycle, d’une durée de deux ans, commun à tous les étudiants, doit permettre d’acquérir les connaissances générales de base. Le second cycle, d’une durée de deux ans également, comporte trois sections : droit privé, droit public et science politique, économie politique ». La réforme allonge ainsi d’une année les études, mais, selon l’exposé des motifs, « cette charge est compensée par le fait que la possession d’une formation plus poussée et d’un diplôme revalorisé dispensera de très nombreux étudiants de rechercher dans le doctorat, comme c’était le cas jusqu’ici, un complément aux études de licence. Ainsi le doctorat en droit retrouvera le caractère véritablement scientifique qui doit être le sien. » Le baccalauréat en droit est délivré au terme de la deuxième année d’études. La réforme met également en place le développement des travaux pratiques.
À la suite du décret du 10 juillet 1962, un diplôme d’études juridiques générales est délivré au bout de la deuxième année des études de licence en droit, en lieu et place du baccalauréat en droit. La licence en droit organisée en quatre années est transformée en maîtrise en droit en 1976.
À noter que l'ancienne économie politique, traditionnellement enseignée dans les facultés de droit, prend progressivement son autonomie à la fin du XIXe siècle, jusqu'à la création de la licence d'économie en 1960.

#### Licence en théologie
D’après le décret du 22 août 1854 et l’arrêté du 24 août 1838, pour obtenir la licence en théologie il faut être bachelier en théologie, avoir pris quatre inscriptions à la faculté et subir deux examens. Le premier porte sur la théologie sacramentale et morale, le second sur l’Écriture sainte, l’histoire ecclésiastique et le droit canon. Il faut également soutenir deux thèses sur les matières des examens, l’une en français, l’autre en latin.

### Démocratisation des licences auXXesiècle

#### La licence de 1966 à 1976
La réforme de 1966 décrétée à la suite du plan Fouchet entraîne une modification de la durée du premier cycle qui passe à deux ans dans les facultés des sciences et des lettres et sciences humaines à partir de l'année universitaire 1967-1968. Le deuxième cycle est sanctionné par la licence (cycle court en un an), ou la maîtrise (cycle long en deux ans).
Dans les facultés des lettres et sciences humaines, le deuxième cycle est un cycle de formation approfondie sanctionné soit par une licence, soit par une maîtrise ; sa durée est d’une année pour la licence et de deux années pour la maîtrise. Les enseignements en vue de la licence sont répartis en sections. Six sections conduisent à des licences dites « licences d'enseignements » : lettres classiques, lettres modernes, langues vivantes étrangères, histoire, géographie, philosophie. La licence est délivrée aux candidats ayant obtenu soit un certificat d’études supérieures de licence et un certificat d’études supérieures de maîtrise ; soit, lorsque la maîtrise comporte quatre certificats d’études supérieures, deux certificats d’études supérieures de maîtrise.
Dans les facultés des sciences, le deuxième cycle comporte des sections qui conduisent vers une maîtrise ou une licence d'enseignement. La licence (ès sciences mathématiques, physiques ou naturelles) est délivrée aux candidats ayant satisfait un examen comportant plusieurs épreuves écrites, orales ou pratiques au terme de l'année d'études préparatoire à la licence. Selon l'arrêté du 15 juillet 1966, les horaires d'enseignement hebdomadaires sont de 15 heures en mathématiques, 19 heures en sciences physiques et 20 heures en sciences naturelles. Cependant après les événements de mai 1968, l'arrêté du 1er février 1969 institue également la licence d'enseignement comme diplôme sanctionnant la première année d'études conduisant à une des maîtrises d'enseignement en deux ans instituée par le même arrêté et supprimant par là la division voie courte-voie longue de la réforme Fouchet très critiquée par les syndicats. L'arrêté cité institue en outre une licence en technologie de construction et l'arrêté du 20 avril 1970 les licences de construction mécanique, électrotechnique et électrotechnique.

#### La licence de 1977 à 1998
L’arrêté du 16 janvier 1976, signé par Alice Saunier-Seïté mais préparé par Jean-Pierre Soisson, réforme le deuxième cycle. Le nouveau texte donne aux universités l’initiative pour définir les enseignements, leurs intitulés et leurs contenus, tout en laissant au ministère le contrôle des habilitations relatives à la délivrance des diplômes nationaux. En outre il est commun à toutes les disciplines universitaires (hors santé) et met ainsi fin à la licence en droit en quatre ans. D’après ce texte, la licence sanctionne une formation cohérente et complète, elle est conçue comme un diplôme terminal. Elle peut néanmoins être suivie par un autre diplôme de deuxième cycle, la maîtrise.
La licence comporte soit une formation portant sur les éléments fondamentaux d’une discipline ou d’un groupe de disciplines, soit une formation interdisciplinaire, soit une formation ayant un objectif professionnel. L’enseignement dure une année et comporte de 350 à 550 heures. L’accès est ouvert au titulaire d’un diplôme d'études universitaires générales.
Dans la plupart des facultés des lettres et sciences humaines, le deuxième cycle reste un cycle de formation approfondie sanctionné soit par une licence, soit par une maîtrise ; sa durée est d’une année pour la licence et généralement de deux années pour la maîtrise. Les enseignements en vue de la licence restent répartis en sections. Six sections continuent de conduire à une licence dite « licence d'enseignement » : lettres classiques, lettres modernes, langues vivantes étrangères, histoire, géographie, philosophie.
Entre 1993 et 1997, la licence est régie par l’arrêté du 26 mai 1992. Celui-ci s’appliquait dès la rentrée 1993 (réforme Jospin). Les titulaires du DEUG étaient autorisés à s’inscrire. Les études duraient un an et comportaient quatre à huit modules. Les dénominations étaient fixés nationalement. On distinguait les secteurs suivants :
- Licences du secteur technologie[10] :
  - licence d'électronique, électrotechnique et automatique
  - licence d'ingénierie électrique
  - licence de technologie mécanique
  - licence de sciences de la production industrielle
  - licence de génie civil
  - Licence d'informatique
  - licence de mécanique
  - licence de génie des procédés
- Licences du secteur sciences[11] :
  - licence de mathématiques
  - licence de mathématiques appliquées et sciences sociales
  - licence de physique
  - licence de sciences physiques
  - licence de chimie physique
  - licence de chimie
  - licence de sciences de la Terre
  - licence de biochimie
  - licence de biologie
  - licence de sciences sanitaires et sociales,
- Licences du secteur artistique et culturel[12],
- Licences du secteur théologie[13],
- Licences du secteur sciences humaines et sociales[14],
- Licences du secteur lettres et langues[15],
- Licences de droit et science politique[16],
- Licence d’administration économique et sociale[17] :
- Licences du secteur économie et gestion[18] :
  - licence d'économétrie.
- Licence de sciences et techniques des activités physiques et sportives[19].

Le diplôme de licence « classique » suivait les conditions fixées par l’arrêté du 9 avril 1997. Celui-ci s'appliquait depuis la rentrée 1997 (réforme Bayrou). Cette licence était ouverte à tout porteur du DEUG (Dans certains cas, un étudiant qui avait obtenu 80 % du DEUG pouvait être admis à suivre les cours de l'année de licence) ou diplôme équivalent. Il était organisé en deux semestres puis en huit unités d’enseignement. Les dénominations étaient fixés nationalement. On distinguait les secteurs suivants :
- Licence Sciences et technologies[21],
- licence arts et culture[22],
- licence théologie[23],
- licence Sciences humaines et sociales[24],
- licence de Lettres et langues[25],
- licence de Droit[26],
- licence d'administration économique et sociale[27],
- licence d'Économie et gestion[28],
- licence de sciences et techniques des activités physiques et sportives[29].

Ces licences, créées en 1994, doivent apporter aux étudiants se destinant à l’administration ou à l’enseignement un cursus pluridisciplinaires. Elles étaient de deux types : Licence pluridisciplinaire de lettres, arts et sciences humaines et Licence pluridisciplinaire de sciences et technologie. Elles sont supprimées à la rentrée 2012.
La licence professionnelle est créée en 1999, en tant que cas particulier de la licence classique. Elle s’organise alors en un an après un DEUG, diplôme universitaire de technologie ou brevet de technicien supérieur. Comme son nom l’indique elle a pour but de permettre une insertion professionnelle (la licence classique le permet difficilement et est plutôt appropriée pour continuer ses études).

### La licence auXXIesiècle
L’arrêté du 23 avril 2002 relatif « aux études universitaires conduisant au grade de licence » définit ce qu’on appelle couramment la licence et qui est traitée dans ce paragraphe. En réalité ce texte s’applique à une « offre de formation est structurée six semestres » conduisant à « diverses licences qui sanctionnent un niveau validé par l'obtention de 180 crédits européens » et « divers types de diplômes nationaux sanctionnant un niveau correspondant à l'obtention de 120 crédits européens ».
Cette organisation se substitue aux précédents parcours (DEUG et licence, licences pluridisciplinaires, licence d'administration publique, diplôme universitaire de technologie, diplôme d'études universitaires scientifiques et techniques, licence professionnelle et diplôme national de guide-interprète national) même si les textes régissant ceux-ci ne sont pas abrogés.
Entre 2003 et 2006, les universités ont basculé du système avec le DEUG en deux ans suivi de la licence en un an au système avec une licence en trois ans.
La licence se déroule en six semestres après le baccalauréat (ou équivalent) et est organisée en domaines puis mentions et, dans certains cas, parcours (exemple : licence en sciences, technologies, santé mention physique, parcours mécanique et ingénierie). L’orientation se fait de manière progressive. Le contenu des enseignements, les modalités de contrôles de connaissance, de progression et de compensation sont fixés par chaque université et soumis à accréditation du ministère de l’enseignement supérieur. La brique de la licence est l’unité d’enseignement (UE). Le nombre d’inscriptions est souvent limité, là aussi selon les universités (par exemple quatre ou cinq ans d'études au plus pour la licence, ou bien un seul redoublement par année d’étude).
Les crédits européens (système ECTS) sont délivrés à chaque fois que les UE sont acquises. Le nombre de crédits par semestre est généralement de 30. Une fois que la licence (resp. DEUG) est délivrée, l’étudiant reçoit 180 (resp. 120) crédits et implicitement toutes les UE.
L’arrêté du 1er août 2011, en vigueur depuis 2012, prévoit que « la licence est un diplôme national de l’enseignement supérieur conférant à son titulaire le grade de licence. Il confère les mêmes droits à tous ses titulaires, quel que soit l’établissement qui l’a délivré. ». Cet arrêté est complété par le cadre national des formations conduisant à la délivrance des diplômes nationaux de licence, de licence professionnelle et de master (en vigueur à la rentrée 2014).
À compter de 2018, l’accès au premier cycle universitaire se fait, lorsque le nombre de candidatures excède la capacité d'accueil d’une formation, après examen du dossier des candidats par les équipes de formation (au regard de la cohérence entre, d’une part, le projet de formation des candidats, leurs acquis et leurs compétences et, d’autre part, les caractéristiques de la formation). Les candidatures sont déposées par les candidats sur la plateforme du Ministère, Parcoursup.
L'arrêté du 30 juillet 2018 entre en vigueur à la rentrée 2019. Le contrôle continu (« évaluation continue ») est désormais la règle et il remplace les traditionnels examens; la seconde session d’examen (ou rattrapages) est remplacée par une procédure de « seconde chance »; et les UE peuvent être réparties par blocs non compensables.
En 2014 puis en 2020, le ministère définit le « cahier des charges » des diplômes qui peuvent délivrer le grade universitaire de licence ou de master. Les critères sont les suivants : 
1. Garantir la qualité académique et un adossement à la recherche ;
2. Préparer l'insertion professionnelle ;
3. Favoriser la réussite de tous les étudiants :
  - l'organisation des formations sous forme de parcours, les volumes horaires d'enseignement, de travail personnel, les modalités de contrôle des connaissances,
  - la déclinaison en semestres et en unités d’enseignement et la mise en œuvre du système européen d’unités d'enseignement capitalisables et transférables (ECTS),
  - les modalités pédagogiques permettant l’accueil et l’accompagnement de publics diversifiés, garantissant le droit à l’égalité des chances et prévoyant l’évaluation des connaissances et des compétences,
  - l’équilibre entre connaissances scientifiques, compétences transversales et compétences professionnelles en lien avec les objectifs de formation ;
4. Définir une politique sociale pour permettre l'accès de tous à la formation ;
5. Inscrire son offre de formation dans la politique de site ;
6. Favoriser la mobilité internationale ;
7. Mettre en œuvre une démarche qualité afin d'assurer l'amélioration continue de la formation.

## Déroulement de la licence

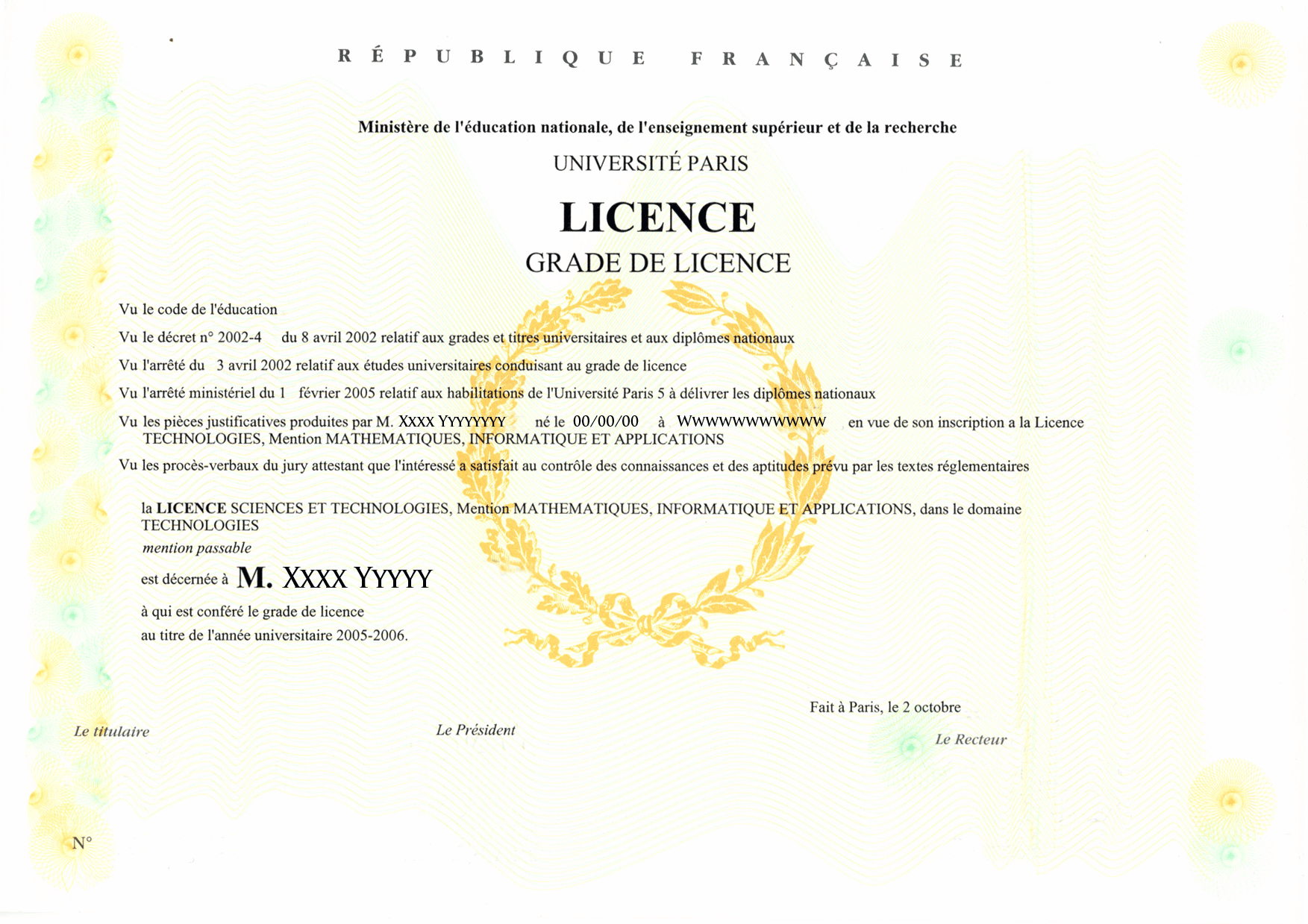
Fac-similé d'un diplôme national de licence

La licence se déroule théoriquement en six semestres après le baccalauréat (ou équivalent). Chaque licence s'inscrit dans un « domaine », puis dans une « mention » et, dans certains cas, dans un « parcours » (exemple : licence en « Sciences, technologies, santé », mention « Physique », parcours « Mécanique et ingénierie » – voir le détail ci-dessous). Pour la conception de leurs programmes, les universités tiennent compte de référentiels de compétences nationaux.
Le diplôme de licence représente un minimum de 1 500 heures de cours sur 3 ans, avec ou sans stage. En plus des enseignements disciplinaires, la licence assure une formation linguistique, transversale (expression écrite et orale, exploitation des ressources documentaires, maniement des outils numériques…) et pré-professionnelle (connaissances des métiers, projet professionnel).
Techniquement, le diplôme s’obtient par acquisition de chaque unité d’enseignement (UE) du programme, ou par application des modalités de compensation, si l'université a mis en place des règles de compensation. Le contrôle des connaissances peut-être organisé en contrôle continu (prioritairement) ou session finale d'examens, respectant le principe de seconde chance. L’unité d’enseignement est définitivement acquise et capitalisable dès que la moyenne y est obtenue.

Les modalités de progression d’un semestre à l’autre ne sont pas précisées dans l’arrêté. Les années sont couramment appelées « L1 », « L2 » et « L3 ». Les crédits européens (système ECTS) sont délivrés à chaque fois que les UE sont acquises. Chaque semestre acquis vaut 30 ECTS ; chaque élément constitutif d'une unité d'enseignement, dont la valeur en crédits est également fixée, est également capitalisable. La licence vaut 180 crédits. Quand le diplôme est remis, il peut être accompagné par une « annexe descriptive » des enseignements suivis.
| Nom du diplôme (niv. RNCP/ CEC, sauf (-)) | Années                                          |                                                          | |               |            |                    |                      |                           |                         |                         |                         |                         |                   |                       |                             |  |  |  |          |
| Nom du diplôme (niv. RNCP/ CEC, sauf (-)) | 9 et +                                          |                                                          | DE Médecin DES (-)                                                                                                  | HDR (-)       |            |                    |                      |                           |                         |                         |                         |                         |                   |                       |                             |  |  |  | DESV (-) |
| Nom du diplôme (niv. RNCP/ CEC, sauf (-)) | +8                                              | Doctorat (8)                                             | DE Médecin DES (-)                                                                                                  | DSA DPEA (-)  | DEC (-)    |                    |                      |                           |                         |                         |                         |                         |                   |                       |                             |  |  |  | DESV (-) |
| Nom du diplôme (niv. RNCP/ CEC, sauf (-)) | +7                                              | Doctorat (8)                                             | DE Médecin DES (-)                                                                                                  | DSA DPEA (-)  | DEC (-)    |                    |                      |                           |                         |                         |                         |                         |                   |                       |                             |  |  |  | DESV (-) |
| Nom du diplôme (niv. RNCP/ CEC, sauf (-)) | +6                                              | Doctorat (8)                                             | DE Dentaire (-) DE Pharmacie (-) DFASM (7)                                                                          | HMONP (-)     | DEC (-)    | DE Vétérinaire (-) |                      |                           |                         |                         |                         |                         |                   |                       |                             |  |  |  |          |
| Nom du diplôme (niv. RNCP/ CEC, sauf (-)) | +5                                              | DFASO DFASP DEMK DESF (7)                                | Master (7) | DEA (7)       | DSCG (7)   | DNSEP(7) DSAA (-)  | CCO DE IA DE IPA (7) | CA (7) CNSMD(7) CNSAD (-) | MSc MBA MS Diplovis (-) | ENC (-) ENS (-) INP (-) | ENS (-) IAE (7) ESC (-) | EI (7) ENS (-) DEFV (7) |                   |                       |                             |  |  |  |          |
| Nom du diplôme (niv. RNCP/ CEC, sauf (-)) | +4                                              | DFASO DFASP DEMK DESF (7)                                | Master (7) | DEA (7)       | DSCG (7)   | DNSEP(7) DSAA (-)  | CCO DE IA DE IPA (7) | CA (7) CNSMD(7) CNSAD (-) | MSc MBA MS Diplovis (-) | ENC (-) ENS (-) INP (-) | ENS (-) IAE (7) ESC (-) | EI (7) ENS (-) DEFV (7) |                   |                       |                             |  |  |  |          |
| Nom du diplôme (niv. RNCP/ CEC, sauf (-)) | +3                                              | DFGSM DFGSO DFGSP DFGSMa (6)                             | Licence (6) | LP BUT (6)    | DEEA (6)   | DCG (6)            | DN MADE DNA (6)      | DE I (6) IFPS IRFSS (-)   | DNSP (6)                | ENC (-) ENS (-) INP (-) | ENS (-) IAE (7) ESC (-) | EI (7) ENS (-) DEFV (7) | IRTS (3-6)        | Bachelor Diplovis (-) |                             |  |  |  |          |
| Nom du diplôme (niv. RNCP/ CEC, sauf (-)) | +2                                              | DFGSM DFGSO DFGSP DFGSMa (6)                             | Licence (6) | LP BUT (6)    | DEEA (6)   | DCG (6)            | DN MADE DNA (6)      | DE I (6) IFPS IRFSS (-)   | DNSP (6)                | BTS (5)                 | AL/BL LSH (-)           | ECG D1 D2 (-)           | IRTS (3-6)        | Bachelor Diplovis (-) | BC MP PC PSI PT MPI TSI (-) |  |  |  |          |
| Filière, discipline ou spécialité         | +1                                              | L.AS PASS (-)                                            | Licence (6) | LP BUT (6)    | DEEA (6)   | DCG (6)            | DN MADE DNA (6)      | DE I (6) IFPS IRFSS (-)   | DNSP (6)                | BTS (5)                 | AL/BL LSH (-)           | ECG D1 D2 (-)           | IRTS (3-6)        | Bachelor Diplovis (-) | BC MP PC PSI PT MPI TSI (-) |  |  |  |          |
| Filière, discipline ou spécialité         |                                                 | Médecine Odontologie Pharmacie Maïeutique Kinésithérapie | Arts - Commerce, économie - Droit - Enseignement - Lettres et langues - Sciences humaines - Sciences et technologie | Pro ou Techno | Architecte | Comptabilité       | Arts Design Mode     | Paramédical et santé      | Musique Danse Comédie   | Social Sports           | Libre Technique         | STS                     | Lettres           | Économie              | Scientifique                |  |  |  |          |
| Filière, discipline ou spécialité         | Université, École délivrant un diplôme national | Université, École délivrant un diplôme national          | Université, École délivrant un diplôme national                                                                     | École         | École      | École              | École                | École                     | École                   | École Privée            | École, Lycée CPGE       | École, Lycée CPGE       | École, Lycée CPGE | École, Lycée CPGE     |                             |  |  |  |          |

### Domaines et mentions
Depuis la réforme LMD, les licences sont classées en domaines, mentions et parcours (exemple : licence en « Sciences, technologies, santé », mention « Physique », parcours « Mécanique et ingénierie »). Les domaines sont choisis par chaque université, d'abord librement (premières habilitations 2003-2006) puis, à partir de 2007, dans une liste de quatre domaines nationaux, qui est figée par le cadre national des formations en 2014, :
- Arts, lettres, langues
- Droit, économie, gestion
- Sciences humaines et sociales
- Sciences, technologies, santé

À partir de 2014, les mentions sont réglementées au niveau national et doivent être choisies dans une liste placée en annexe de l'arrêté précisant la nomenclature des mentions du diplôme national de licence (cf. ci-dessous).

#### Mentions de licences en arts, lettres, langues
- Licence d'arts
- Licence d'arts plastiques
- Licence d'arts du spectacle
- Licence de langues étrangères appliquées
- Licence de langues, littératures et civilisations étrangères et régionales
- Licence de lettres
- Licence de musicologie
- Licence de sciences du langage

#### Mentions de licences en droit, économie, gestion
- Licence d'administration publique
- Licence d'administration économique et sociale
- Licence de droit
- Licence d’économie
- Licence de gestion
- Licence de sciences politiques

#### Mentions de licences en sciences humaines et sociales
- Licence de géographie
- Licence d'histoire
- Licence en histoire de l’art et archéologie
- Licence d'humanités
- Licence en information et communication
- Licence de philosophie
- Licence de psychologie
- Licence de sociologie
- Licence en sciences de l’éducation
- Licence de sciences de l'homme, anthropologie, ethnologie
- Licence de théologie (Bas-Rhin, Haut-Rhin et Moselle)

#### Mentions de licences en sciences, technologies, santé
- Licence de physique-chimie
- Licence en électronique, énergie électrique, automatique
- Licence de génie civil
- Licence d'informatique
- Licence de mathématiques
- Licence en mathématiques et informatique appliquées aux sciences humaines et sociales
- Licence de mécanique
- Licence de sciences de la vie et de la terre
- Licence de biologie
- Licence de sciences et techniques des activités physiques et sportives
- Licence de sciences et technologies
- Licence de sciences pour la santé
- Licence de sciences pour l'ingénieur
- Licence de sciences sanitaires et sociales

### Sélection en Master
Pour accéder au diplôme national de master, les étudiants doivent posséder le diplôme national conférant le grade de licence dans un domaine compatible avec celui du diplôme national de master, ou le cas échéant passer une procédure de validation des acquis.
La question de la sélection des étudiants au diplôme de master (en première ou deuxième année) a fait l’objet d'âpres débats. Le Conseil d’État avait jugé illégale la sélection en février 2016,. Un décret publié en mai 2016 avait dressé une liste - limitative - des 40 % de masters autorisés à sélectionner en 2e année, mais il n'avait pas empêché de nouveaux recours en justice. En décembre 2016, une loi instaure alors finalement la sélection à l'entrée de la première année, dès 2017,,.
L'ensemble des masters français est visible sur la plateforme du Ministère, monmaster.gouv.fr. L'accès au diplôme de master est accessible aux étudiants après un dépôt de candidature (CV, lettre de motivation, relevés de notes, lettres de recommandation, expériences professionnelles et stages...), suivi, éventuellement après entretiens et épreuves complémentaires, d'un avis favorable de la commission chargée du master en question : l'accès est donc sélectif à l'entrée de la 1re année de master. Il n'y a plus de sélection à l'entrée de la 2e année (sauf pour les candidats extérieurs), seuls les étudiants n'ayant pas satisfait aux exigences de 1re année n'accèdent pas en 2e année.
Toutefois, les titulaires d'une licence obtenue récemment et qui ne seraient acceptés dans aucun master peuvent solliciter le rectorat dans des conditions très strictes pour tenter d'obtenir une proposition d'inscription alternative. Cela a concerné 3 300 étudiants à la rentrée 2017, dont 735 ont pu trouver une place. Le code de l'éducation fixe une liste générale des compatibilités des mentions du diplôme national de licence avec les mentions du diplôme national de master. Les recteurs d'académies et les universités s'appuient sur cette liste pour donner une admission aux étudiants souhaitant poursuivre leurs études.

### Double licence
Certaines universités organisent des « doubles licences » permettant d’obtenir deux diplômes dans deux disciplines différentes.

## Titre et grade de licence
Le grade de licence existe en France depuis le Moyen Âge. Ce grade est né du conflit entre Abélard et Saint Bernard de Clairvaux : le premier professait des idées qui paraissaient totalement hérétiques pour le second. Aussi, après le Concile de Sens, en 1140, qui condamna les positions d'Abélard, Saint Bernard obtint du roi que l'enseignement de la philosophie ou de la théologie fût subordonné à une autorisation de l’Église, c'est-à-dire une licence.[réf. nécessaire]Lors de l’instauration de l’Université impériale, la licence est un des trois grades universitaires avec le baccalauréat et le doctorat.
En 2002, la réforme LMD redéfinit les notions de grades et de titres universitaires par rapport aux références européennes. La licence est alors l’un des quatre grades, avec le baccalauréat, le master et le doctorat . Avec la loi LRU promulguée en 2007, le premier cycle universitaire, qui couvrait les deux premières années des études supérieures, est allongé d’un an pour correspondre aux enseignements menant au grade de licence.
Après les adaptations réglementaires successives, en 2018, le grade de licence est conféré de plein droit aux titulaires :
- d’un diplôme de licence[31] ;
- d’un diplôme de licence professionnelle ;
- du diplôme national des métiers d’arts et du design (DNMADE) ;
- d’un diplôme de formation générale en sciences médicales[55] ;
- d’un diplôme de formation générale en sciences pharmaceutiques[55] ;
- d’un diplôme de formation générale en sciences odontologiques[55] ;
- d’un diplôme de formation générale en sciences maïeutiques[55] ;
- d’un diplôme d’État d’infirmier[56] ;
- d’un diplôme d’État d’ergothérapeute[56] ;
- d’un diplôme d’État de manipulateur en électroradiologie médicale[56] ;
- du diplôme d’études en architecture[57] ;
- du diplôme de technicien supérieur en imagerie médicale et radiologie thérapeutique ;
- du diplôme de comptabilité et de gestion (DCG) [58] ;
- du diplôme de l’école militaire interarmes[59] ;
- du diplôme d'élève pilote de ligne et du diplôme de gestion de la sécurité et exploitation aéronautique de l’école nationale de l'aviation civile ;
- des diplômes délivrés par l’université Paris-Dauphine ;
- des diplômes délivrés par l’université Paris sciences et lettres ;
- du diplôme d'officier chef de quart machine et du diplôme de chef mécanicien 8 000 kW obtenus à l’issue du cursus de formation initiale des officiers mécaniciens de l’école nationale supérieure maritime ;
- du certificat de capacité d’orthoptiste ;
- du diplôme national d'art ;
- du diplôme de premier cycle de l’Institut d'études politiques de Paris ;
- du diplôme "Enseigner dans le premier degré" de l’université de la Nouvelle-Calédonie ;
- du diplôme du cycle pluridisciplinaire d’études supérieures de l’université de recherche Paris sciences et lettres ;
- du diplôme de premier cycle de l’École polytechnique.

En 2020, la ministre de l'Enseignement supérieur annonce que le grade de licence pourra être délivré par des établissements non universitaires comme les établissements d'enseignement supérieur privés.

## Statistiques
| Disciplines                                                                                     | 1968   | 1982   | 1990   | 1998    | 2000    | 2002    | 2003    | 2004    | 2005    | 2006    | 2007    | 2008    |
| ----------------------------------------------------------------------------------------------- | ------ | ------ | ------ | ------- | ------- | ------- | ------- | ------- | ------- | ------- | ------- | ------- |
| Droit, sciences politiques, sciences économiques, gestion, administration économique et sociale |        | 14 849 | 21 326 | 34 745  | 35 987  | 37 825  | 37 557  | 38 513  | 40 162  | 40 802  | 40 353  | 39 053  |
| Lettres et sciences humaines                                                                    | 15 153 | 19 191 | 31 703 | 60 946  | 61 937  | 59 134  | 60 269  | 62 720  | 65 072  | 61 751  | 58 316  | 55 066  |
| Sciences et techniques                                                                          | 8 801  | 8 587  | 16 729 | 32 074  | 30 435  | 32 331  | 28 791  | 29 227  | 29 617  | 28 162  | 26 016  | 24 526  |
| Total (STAPS inclus)                                                                            |        | 43 752 | 71 325 | 135 306 | 135 017 | 138 200 | 133 437 | 137 307 | 141 921 | 138 091 | 131 111 | 124 289 |